# Ерохин (посёлок)
Ерохин — упразднённый посёлок в Болховском районе Орловской области России. Входил в состав Однолуцкого сельского поселения. Упразднён в 2004 году.

## География
Посёлок располагался при балке Старица, на расстоянии примерно 1,2 километра (по прямой) к западу от деревни Лутовинова.

## История
Постановлением Орловской областной думы от 15 октября 2004 года № 32/645-ОС посёлок Ерохин исключён из учётных данных.

## Население
Согласно результатам переписи 2002 года в посёлке отсутствовало постоянное население.